# Norra Smedjegatan

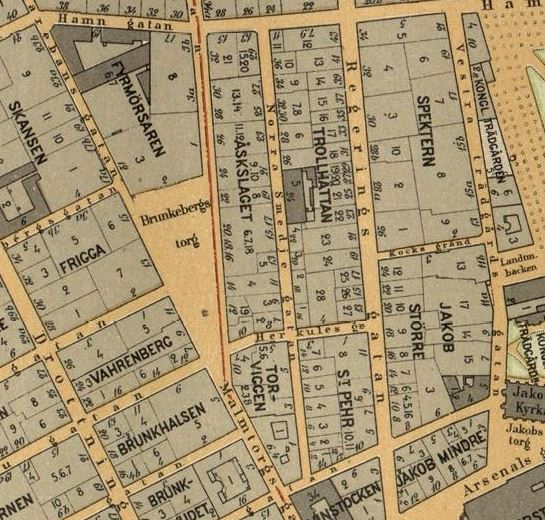
Norra Smedjegatan med kvarteren Trollhättan, Sankt Per, Åskslaget och Torviggen, Alfred Bentzers karta från 1899.

Norra Smedjegatan (ibland skämtsamt kallad Gatan som försvann) var en gata på Norrmalm i Stockholm. Gatan och dess bebyggelse började rivas 1967 i samband med Norrmalmsregleringens senare del. På platsen invigdes 1976 Gallerian. Hanteringen av Norra Smedjegatan och kringliggande kvarter i projektet Storviggen anses vara vändpunkten i Norrmalmsregleringen.

## Historik

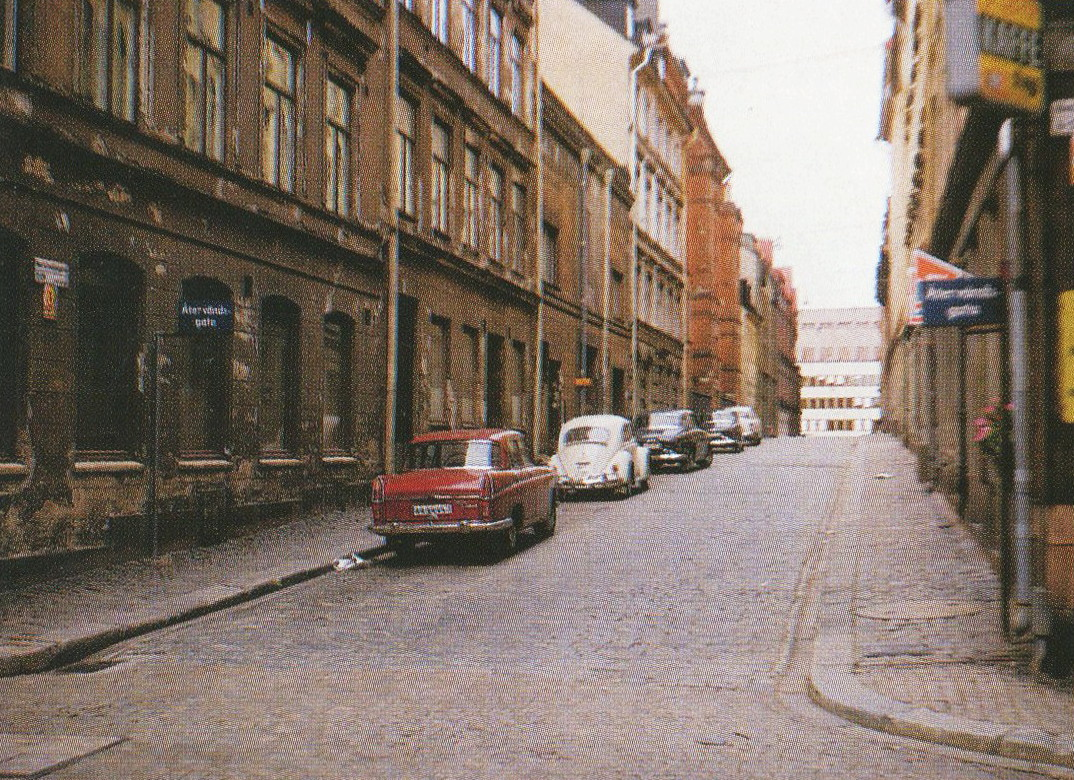
Norra Smedjegatan norrut, 1966.

Norra Smedjegatan sträckte sig i nord-sydlig riktning mellan Hamngatan och Jacobsgatan. Den finns med i de tidigaste regleringsplanerna för Norrmalm från 1640-talet där den är inritad som en cirka 250 meter lång parallellgata till Regeringsgatans södra del. Gatan har genom tiden haft många olika namn med anknytning till smedjor. Namnet härrör med all säkerhet från smedjor som låg vid gatan. 1644 omtalas Grelz smeds gård.
- Smedjegrenden (1643)
- Lille Smedjegrenden (1644)
- Smedjegathon (1646)
- Smediegrenden (1646)
- Smidie gatun ( 1646)
- Smediegatan (1646)
- Smeedh gränden (1647)
- Smeedh gathan (1647)

Efter 1650 dominerade namnformen Smedjegatan och på 1800-talet fick gatan sitt namn Norra Smedjegatan, som den behöll till rivningen 1967. Förleden ”Norra” lades till för att kunna särskilja den från Gamla stans Smedsgatan, som var ett äldre namn för Västerlånggatan.

Historiska bilder
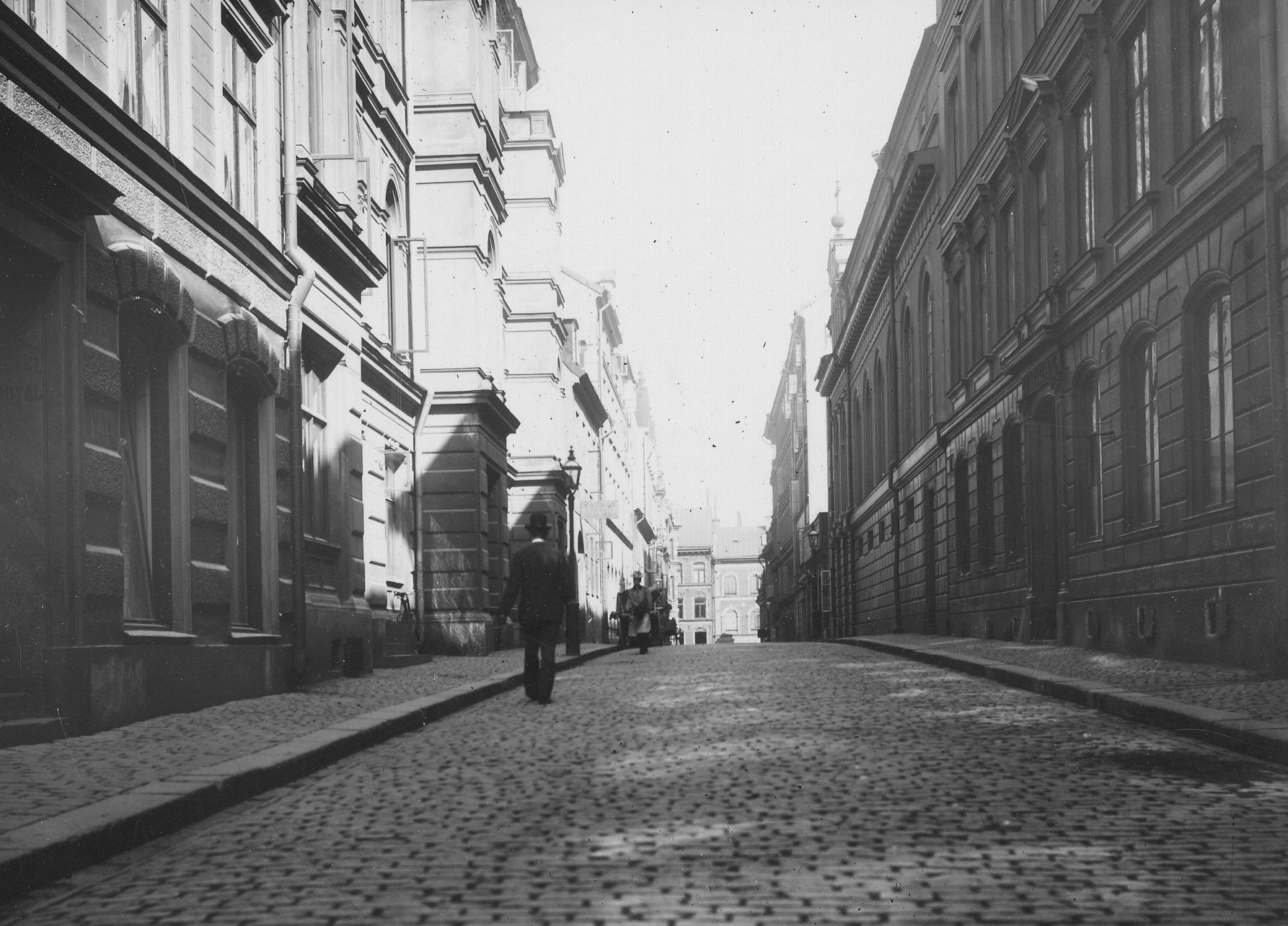
Norra Smedjegatan norrut från Herkulesgatan, 1900.
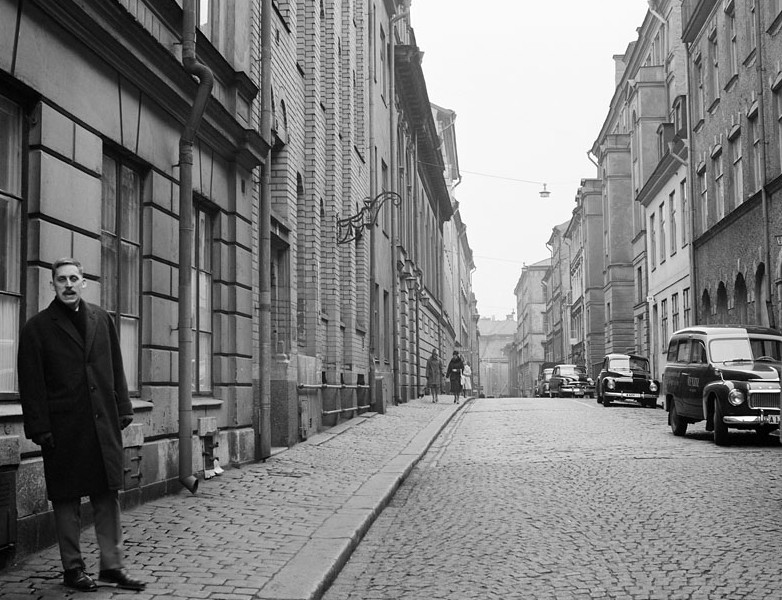
Norra Smedjegatan söderut, 1962.
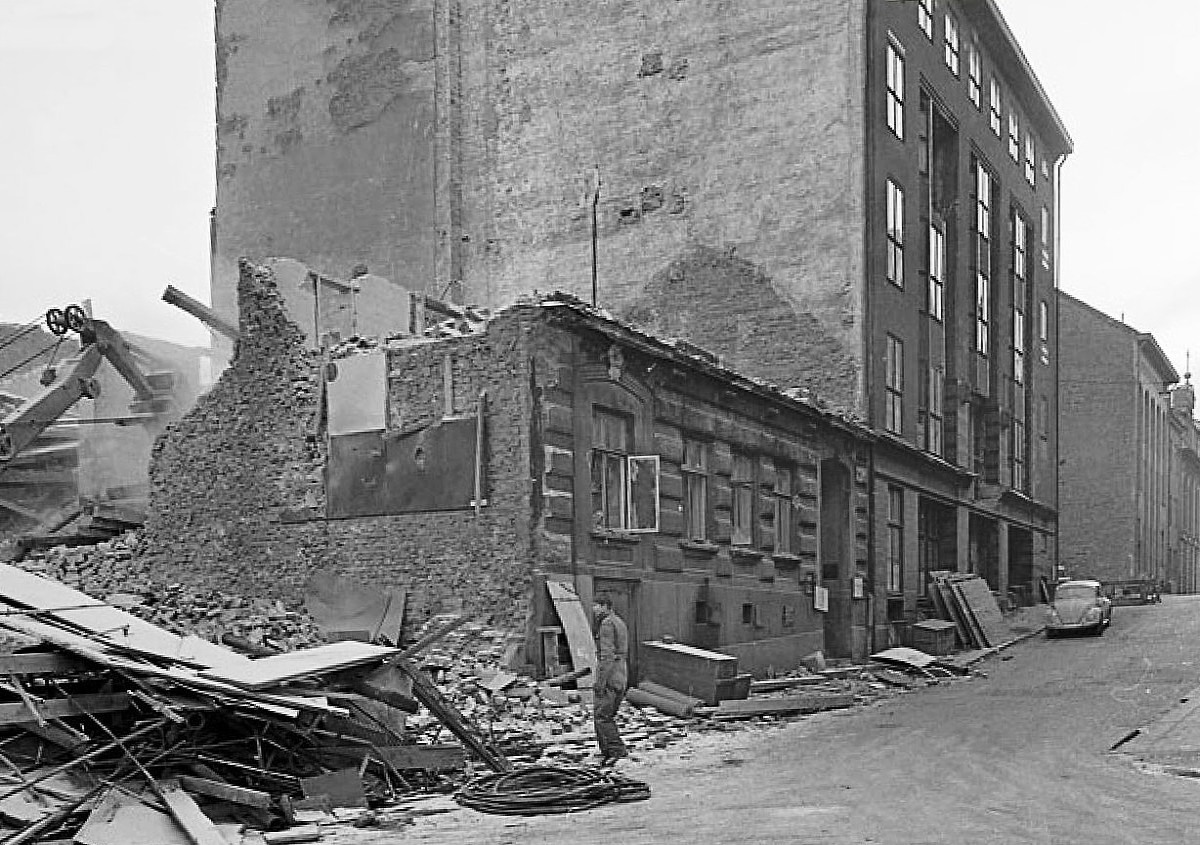
Rivning i hörnet Norra Smedjegatan / Hamngatan, 1967.
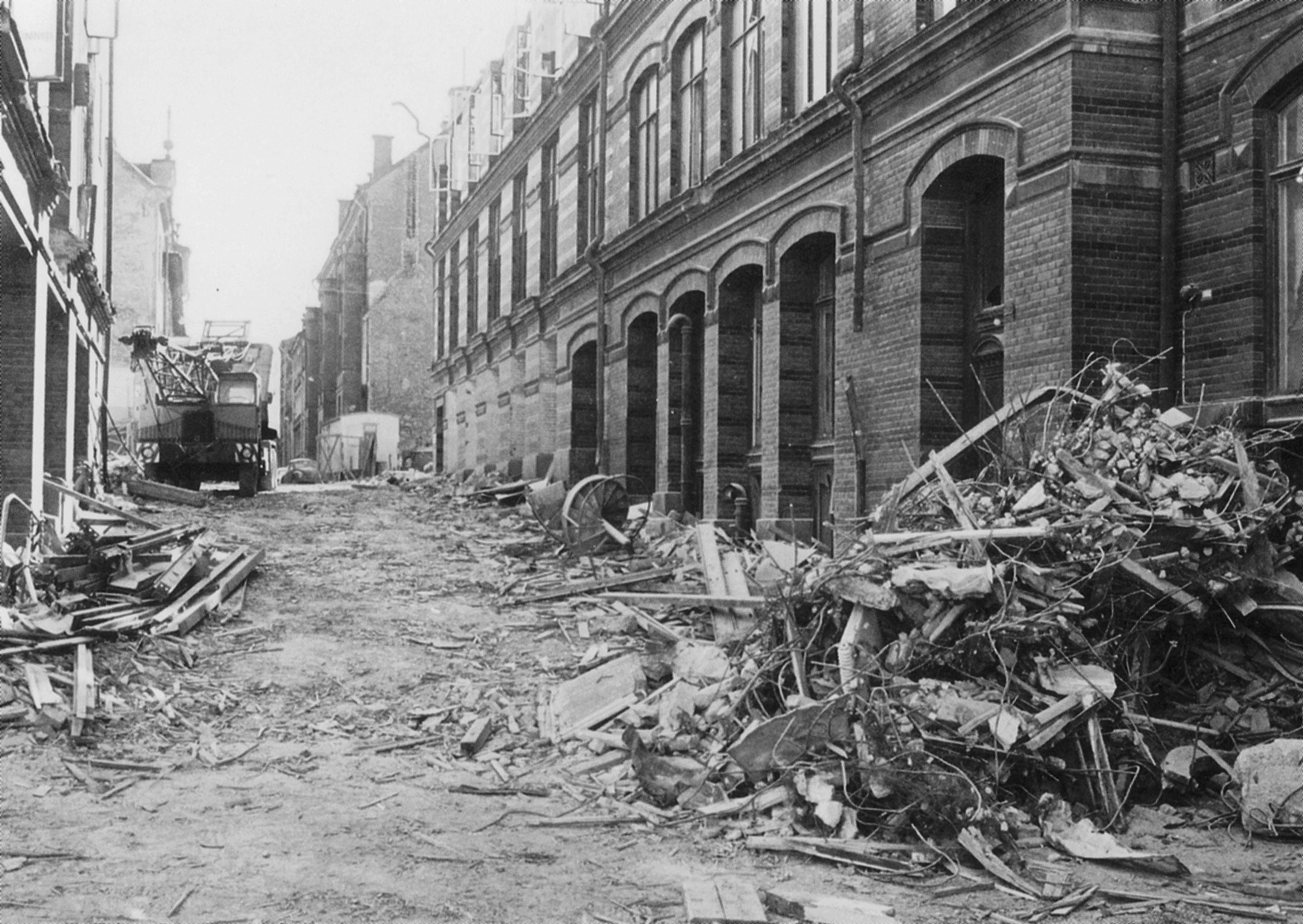
Rivning pågår 1968, vy söderut, till höger nummer 23–25.

## Gatan i omvandling

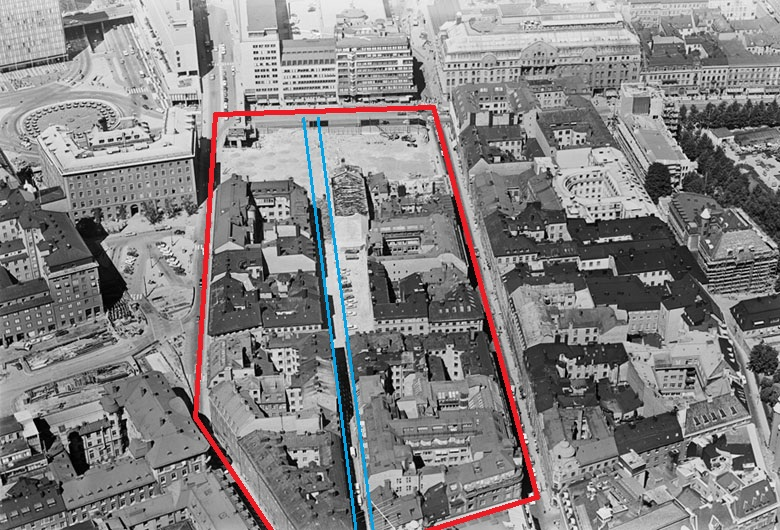
Rivning av Norra Smedjegatan (blå) med kvarteret Storviggen (röd), juli 1968.

Norra Smedjegatan var en ganska smal och lite avsides belägen gata. Här fanns knappt några butiker men många bostadshus och några hotell samt lokaler för småhantverkare. Största byggnad var Eugeniakapellet från 1837. ”Vid Norra Smedjegatan, emellan dunkla hotell, där ligger så mörkt och ensamt katolikernas kapell…”, skaldade August Strindberg” på 1880-talet i Dikter på vers och prosa.
I ramen för Norrmalmsregleringens sista etapp började 1967 en omfattande rivning av fyra kvarter: Trollhättan och Sankt Per (vid gatans östra sida) samt Åskslaget och Torviggen vid gatans västra sida). Totalt försvann omkring 45 fastigheter och lika många hus, bland dem Allmänna Telefonaktiebolagets hus, NK:s kontorshus ritat 1915 av Ferdinand Boberg och Felix Sachs hus ritat 1910 av Georg A. Nilsson. Enligt arkitekturhistorikern Fredrik Bedoire hörde rivningen av Felix Sachs hus till ”ett av de grövsta offren i citysaneringen”.
Rivningen för projektet Storviggen började i kvarteren Trollhättans och Åskslagets norra delar, närmast Hamngatan. Under 1970 var ungefär hälften av området avrivet och nyttjades under en övergångstid som bilparkering. 1971 påbörjades schaktarbetena. Längst i söder i kvarteret Sankt Per kvarstod i april 1972 fortfarande hörnhusen Regeringsgatan / Jakobsgatan: Felix Sachs hus och NK:s kontorshus. I slutet av året var de också borta.

### Projekt Storviggen

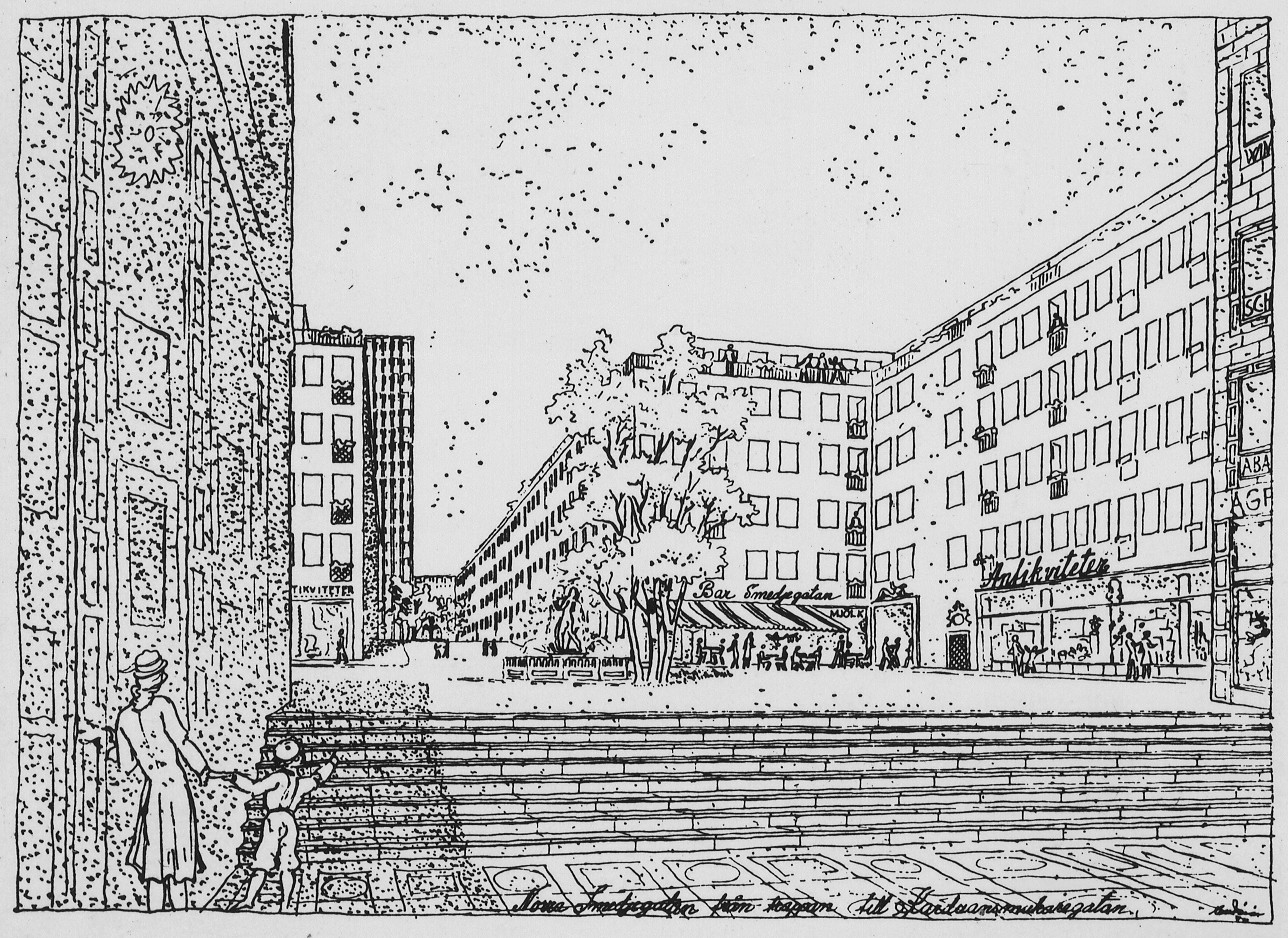
Norra Smedjegatan som gågata med affärer och bostäder, vy mot norr, illustration av David Helldén i 1946 års cityplan.

I 1946 års cityplan fanns Norra Smedjegatan fortfarande kvar, nu betydligt luftigare och som bred gågata och med ny bebyggelse för bostäder och affärer. En illustration av David Helldén i 1946 års cityplan visade Norra Smedjegatan mot norr sedd från breda trappor som skulle leda upp till gatan från en förlängd Karduansmakargatan. Förslaget övergavs i 1962 års cityplan och i City 67 kom en variant med ett långsmalt öppet torg (fortfarande kallat Norra Smedjegatan) omgiven av höga affärs- och kontorsbyggnader mot tre sidor och ett mäktigt parkeringshus åt söder i kvarteret Sankt Per. Trots att kommunfullmäktige uttryckligen beslutat att den nya bebyggelsen skulle utformas med "hänsyn till den äldre miljöns måttfulla skala" planerades nu ett jättekvarter med fem enorma byggnadsvolymer.
Projektet kallades Storviggen som även var det nya kvartersnamnet för hela området (idag kvarteret Trollhättan). Största byggnaden i Storviggen skulle bli ett hotell vänt med sin långsida mot Brunkebergstorg. Mot öster och Norra Smedjegatan var hotellet tänkt att bli 15 våningar högt. Kvarteret och hotellet förprojekterades under största sekretess av arkitektkontoret Malmquist & Skoogh på uppdrag av stadens saneringsavdelning. Man träffade även en preliminär överenskommelse med amerikanska InterContinental Hotels Group att finansiera och driva hotellet. Men den amerikanska hotellkedjan hoppade av och staden stod med ett tomt jättekvarter som var svårt att fylla med lämplig bebyggelse. Enligt arkitekturhistoriken Thomas Hall är det rimligt att se det havererade projektet Storviggen och saneringsavdelningens agerande som vändpunkt i Norrmalmsregleringen. Storviggenprojektet blev på 1970-talet en symbol för Cityförnyelsens misslyckande och en belastning för de styrande politikerna i stadshuset. Den negativa kritiken i pressen var omfattande.

### Inköpsgalleria och bankpalats

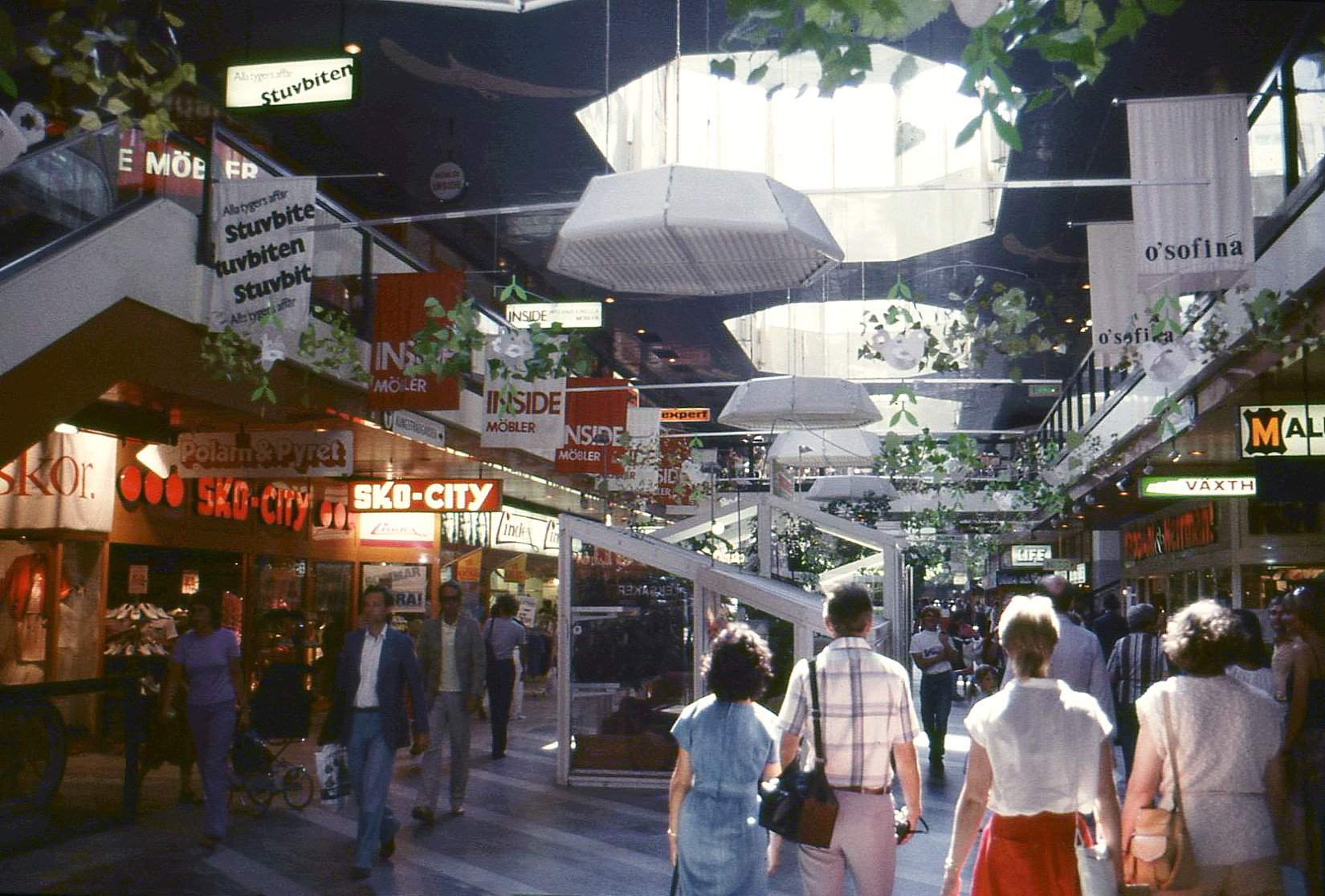
Gallerians huvudstråk söderut, juli 1978.

Enligt den reviderade stadsplanen från 1972 skulle det istället för gågata, torg eller hotell byggas en klimatskyddad inköpsgalleria omgiven av höga kontorshus. Konceptet med en galleria var inte nytt utan framfördes redan 1929 av arkitekten Tage William-Olsson i samband med olika förslag till reglering av Nedre Norrmalm, där han var mycket engagerad i och lämnade en rad utkast på egen bekostnad. Hans ritningar visade en övertäckt mycket hög, katedralliknande butiksgata efter italiensk förebild i Norra Smedjegatans läge som skulle sänkas ner. Enligt Tage William Olsson skulle gallerian sträcka sig från Hamngatan ända bort till Gustav Adolfs torg där den avslutades i en bred portal. Han övergav dock senare sin idé. 
Nuvarande Gallerian går tillbaka till en skiss som arkitekten Sune Malmquist presenterade efter det havererade hotellprojektet i maj 1968. År 1974 gavs bygglov för en del av Gallerianprojektet. Den första etappen invigdes 1976 och den andra 1977. På platsen för storhotellet, nuvarande fastighet Trollhättan 33, uppfördes mellan 1973 och 1977 det nya huvudkontoret för Sparbankernas bank. Efter att banken 2014 flyttat till Sundbyberg byggdes fastigheten om och inrymmer nu bland annat ett storhotell för norskägda Nordic Choice Hotels med totalt 540 rum.

### Gatan som försvann
Norra Smedjegatan är en av de få gatorna som försvann helt och hållet ur Stockholms stadsbild i samband med Norrmalmsregleringen. Så gott som alla andra gator från före cityomvandlingen finns kvar och går att återfinna, ibland i ändrade sträckningar eller nya former. Norra Smedjegatans läge motsvarar ungefär Gallerians huvudstråk. För att påminna om den "försvunna gatan" framlades 2009 en motion i Stockholms kommunfullmäktige som gick ut på att Gallerians huvudstråk skulle döpas till just Norra Smedjegatan. Motionen avslogs 2010 och istället skulle tillsammans med Samfundet S:t Erik tas fram en informationsskylt för platsen och dess historia. År 2019 var en sådan skylt ännu inte uppsatt.

Manne Linds fotodokumentation från 1967 Norra Smedjegatan - De sista åren (urval)
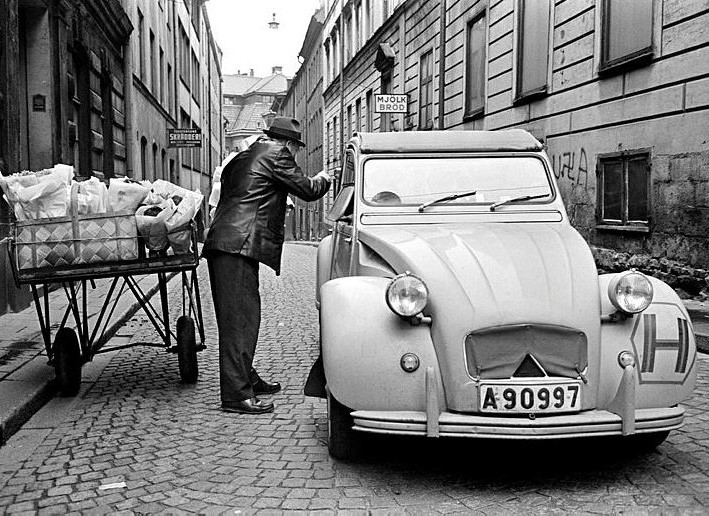
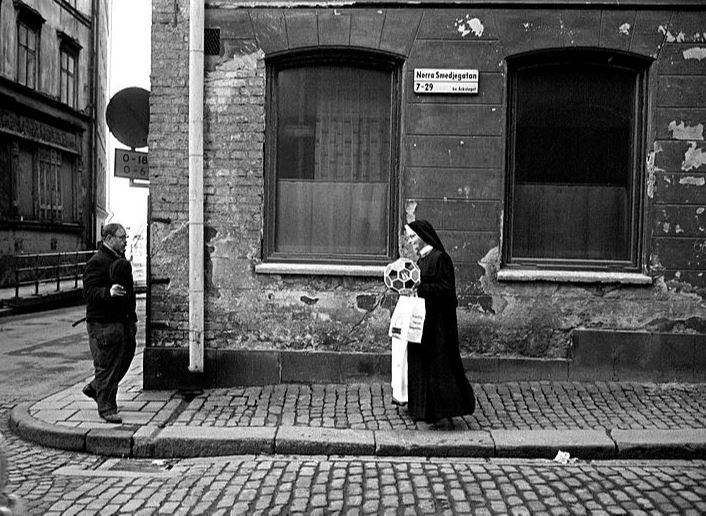
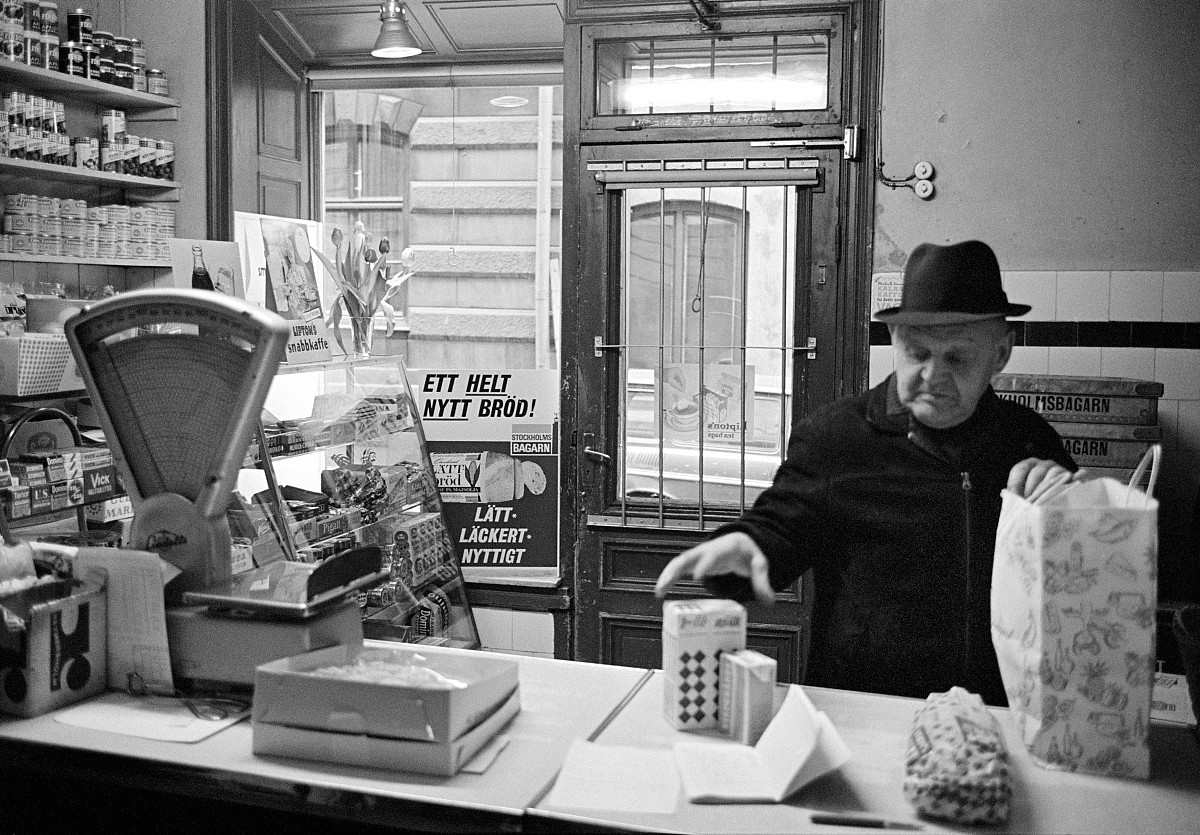
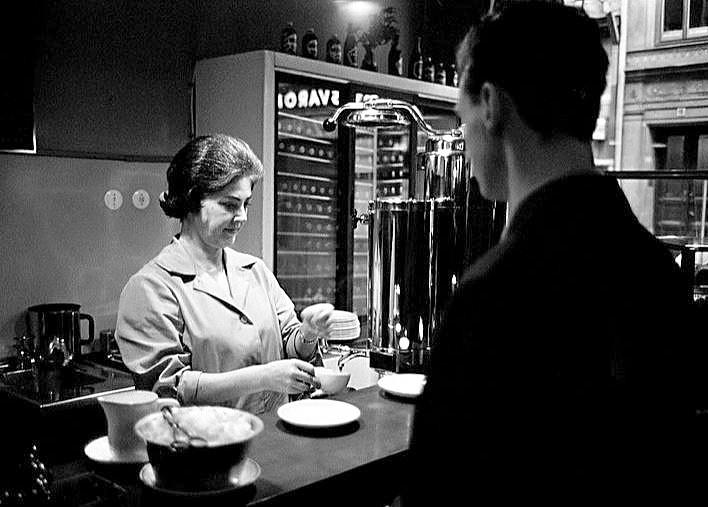